# Liste der Bodendenkmäler in Bachhagel
Auf dieser Seite sind die Bodendenkmäler in der schwäbischen Gemeinde Bachhagel zusammengestellt. Diese Tabelle ist eine Teilliste der Liste der Bodendenkmäler in Bayern. Grundlage ist die Bayerische Denkmalliste, die auf Basis des Bayerischen Denkmalschutzgesetzes vom 1. Oktober 1973 erstmals erstellt wurde und seither durch das Bayerische Landesamt für Denkmalpflege geführt wird. Die folgenden Angaben ersetzen nicht die rechtsverbindliche Auskunft der Denkmalschutzbehörde.

## Bodendenkmäler der Gemeinde Bachhagel

### Bodendenkmäler im Ortsteil Bachhagel
| Lage                 | Objekt | Akten-Nr.     | Bild                       |
| -------------------- | --- | ------------- | -------------------------- |
| Bachhagel (Standort) | Straße der römischen Kaiserzeit. | D-7-7327-0015 |                            |
| Bachhagel (Standort) | Pfarrkirche Mariä Himmelfahrt Mittelalterliche und frühneuzeitliche Befunde im Bereich der Katholischen Pfarrkirche Mariä Himmelfahrt in Bachhagel und ihrer Vorgängerbauten.                                                        | D-7-7327-0057 |                            |
| Bachhagel (Standort) | Kapelle St. Georg (Kreuzkapelle) und Wüstung Lobershofen Mittelalterliche und frühneuzeitliche Befunde im Bereich der Katholischen Kapelle St. Georg (sog. Kreuzkapelle) sowie wüstgefallene Siedlung des Mittelalters (Lobeshofen). | D-7-7327-0058 | Bodendenkmal D-7-7327-0058 |
| Bachhagel (Standort) | Grabhügel der Hallstattzeit. | D-7-7328-0085 |                            |
| Bachhagel (Standort) | Grabhügel vorgeschichtlicher Zeitstellung. | D-7-7428-0007 |                            |

### Bodendenkmäler im Ortsteil Burghagel
| Lage                 | Objekt | Akten-Nr.     | Bild                       |
| -------------------- | --- | ------------- | -------------------------- |
| Burghagel (Standort) | Freilandstation des Mesolithikums, Siedlung vorgeschichtlicher Zeitstellung.                                                                                    | D-7-7327-0006 |                            |
| Burghagel (Standort) | Siedlung vor- und frühgeschichtlicher Zeitstellung. | D-7-7327-0008 |                            |
| Burghagel (Standort) | Siedlung der Latènezeit und vorgeschichtlicher Zeitstellung. | D-7-7327-0021 |                            |
| Burghagel (Standort) | Siedlung vorgeschichtlicher Zeitstellung. | D-7-7327-0048 |                            |
| Burghagel (Standort) | Siedlung vorgeschichtlicher Zeitstellung. | D-7-7327-0049 |                            |
| Burghagel (Standort) | Station des Mesolithikums, Siedlung und Gräber vor- und frühgeschichtlicher Zeitstellung.                                                                       | D-7-7327-0053 |                            |
| Burghagel (Standort) | Siedlung vorgeschichtlicher Zeitstellung. | D-7-7327-0054 |                            |
| Burghagel (Standort) | Körpergräber des frühen Mittelalters. | D-7-7327-0060 |                            |
| Burghagel (Standort) | Pfarrkirche St. Petrus Mittelalterliche und frühneuzeitliche Befunde im Bereich der Katholischen Pfarrkirche St. Petrus in Burghagel und ihrer Vorgängerbauten. | D-7-7327-0062 | Bodendenkmal D-7-7327-0062 |
| Burghagel (Standort) | Grabhügel vorgeschichtlicher Zeitstellung. | D-7-7327-0065 |                            |
| Burghagel (Standort) | Siedlung vor- und frühgeschichtlicher Zeitstellung. | D-7-7327-0094 |                            |
| Burghagel (Standort) | Siedlung der Bronzezeit und der Latènezeit. | D-7-7328-0099 |                            |
| Burghagel (Standort) | Siedlung vorgeschichtlicher Zeitstellung. | D-7-7328-0100 |                            |
| Burghagel (Standort) | Siedlung vorgeschichtlicher Zeitstellung. | D-7-7328-0125 |                            |
| Burghagel (Standort) | Siedlung vorgeschichtlicher Zeitstellung. | D-7-7328-0159 |                            |
| Burghagel (Standort) | Villa rustica der römischen Kaiserzeit. | D-7-7328-0160 |                            |
| Burghagel (Standort) | Siedlung vorgeschichtlicher Zeitstellung. | D-7-7328-0167 |                            |

### Bodendenkmäler im Ortsteil Oberbechingen
| Lage                     | Objekt | Akten-Nr.     | Bild                       |
| ------------------------ | --- | ------------- | -------------------------- |
| Oberbechingen (Standort) | Freilandstation des Mesolithikums, Siedlung vorgeschichtlicher Zeitstellung.                                                                | D-7-7328-0067 |                            |
| Oberbechingen (Standort) | Siedlung und Ringwall vor- und frühgeschichtlicher Zeitstellung.                                                                            | D-7-7328-0090 |                            |
| Oberbechingen (Standort) | Pfarrkirche St. Michael Mittelalterliche und frühneuzeitliche Befunde im Bereich der Katholischen Pfarrkirche St. Michael in Oberbechingen. | D-7-7328-0189 | Bodendenkmal D-7-7328-0189 |
| Oberbechingen (Standort) | Schloss Oberbechingen Mittelalterliche und frühneuzeitliche Befunde im Bereich von Schloss Oberbechingen.                                   | D-7-7328-0190 |                            |
| Oberbechingen (Standort) | Siedlung vorgeschichtlicher Zeitstellung.                                                                                                   | D-7-7328-0346 |                            |
| Oberbechingen (Standort) | Siedlung vorgeschichtlicher Zeitstellung.                                                                                                   | D-7-7328-0347 |                            |
| Oberbechingen (Standort) | Siedlung der Latènezeit. | D-7-7328-0348 |                            |
| Oberbechingen (Standort) | Gräber der Glockenbecherkultur, Siedlung vorgeschichtlicher Zeitstellung.                                                                   | D-7-7328-0349 |                            |
| Oberbechingen (Standort) | Siedlung vorgeschichtlicher Zeitstellung.                                                                                                   | D-7-7328-0351 |                            |

### Bodendenkmäler im Ortsteil Unterbechingen
| Lage                      | Objekt                                  | Akten-Nr.     | Bild |
| ------------------------- | --------------------------------------- | ------------- | ---- |
| Unterbechingen (Standort) | Straße der römischen Kaiserzeit.        | D-7-7327-0046 |      |
| Unterbechingen (Standort) | Viereckschanze der jüngeren Latènezeit. | D-7-7327-0090 |      |